# Boujemaa Kmiti
Boujemaa Kmiti ou Boujemaa Lokmiti, né à Béja et décédé en 1947, est un footballeur tunisien.
Son premier club est l'Olympique de Béja. En 1933, il joue dans les rangs de l'Espoir sportif de Tunis. Il signe ensuite au Club africain avec lequel il dispute les quarts de finale de la coupe de Tunisie contre l'Espérance sportive de Tunis. Il signe ensuite au Club sportif sfaxien avec lequel il dispute les demi-finales.
Il part par la suite en France où il passe professionnel. Il signe durant cette période avec les clubs suivants :
- 1936-1937 : OGC Nice
- 1937-1938 : AS Saint-Étienne qui monte durant son passage en première division ;
- 1938-1939 : SR Colmar

Durant la Seconde Guerre mondiale, il revient en Tunisie et signa à l'Union sportive béjaoise. En 1947, il retourne en France pour jouer à nouveau avec le club de Colmar mais, cette même année, il meurt en France et y est enterré. Le stade de football de Béja porte son nom.

## Sélections
- 7 matchs internationaux[1]